# アリエル・イバガサ
アリエル・ミゲル・サンティアゴ・イバガサ（Ariel Miguel Santiago Ibagaza, 1976年10月27日 - ）は、アルゼンチン・ブエノスアイレス出身の元同国代表サッカー選手、現サッカー指導者。現役時代のポジションは攻撃的ミッドフィールダー。

## 経歴
CAラヌースからデビューし、1998年7月にスペイン・リーガ・エスパニョーラのRCDマヨルカに移籍した。同クラブには前年夏にアルゼンチン代表GKのカルロス・ロアが加入しており、ラヌースのチームメイトのグスタボ・シビエロもイバガサと同時に加入した。1998-99シーズンはリーグ戦で3位となったが、UEFAチャンピオンズリーググループリーグの出場は逃した。2000-01シーズンには自己最多の10得点を挙げ、不可欠な存在となってキャプテンにも就任した。2003年7月、アトレティコ・マドリードに移籍した。2006年3月には契約を延長したが、2006-07シーズンは余剰戦力となり、マヨルカ復帰を選択した。再びキャプテンに就任し、2007-08シーズンはグティと並んでアシストランキングでリーグトップの数字を記録した。
2008年7月、ビジャレアルCFと2年契約を結んだ。移籍金は150万ユーロ。2008-09シーズンは主に左サイドハーフのポジションで試合に出場し、チームトップのアシスト数を記録した。UEFAチャンピオンズリーグ決勝トーナメント1回戦パナシナイコスFC戦セカンドレグでは先制点を決め、さらにホセバ・ジョレンテの決勝点をアシストして準々決勝進出に大きく貢献した。2010年6月、契約満了を以てビジャレアルを退団した。
2010年7月、ギリシャ・スーパーリーグのオリンピアコスFCと2年契約を結んだ。フリートランスファーのため移籍金は発生しない。ASローマとの親善試合 (5-1) で初得点を挙げた。シーズン途中にはビジャレアル時代にも指導を受けたエルネスト・バルベルデが監督に就任し、2010-11シーズンは2位以下に大差をつけてリーグ優勝を果たした。
2014年8月20日、パニオニオスFCと1年契約を結んだことが発表された。
2015年8月11日、パウロ・ベント新監督が就任した古巣オリンピアコスにアシスタントコーチとして招聘された。

## タイトル

### クラブ
ラヌース
- コパCONMEBOL : 1996

マヨルカ
- コパ・デル・レイ : 2003[12]

オリンピアコス
- ギリシャ・スーパーリーグ : 2010-11, 2011-12, 2012-13, 2013-14
- キペロ・エラーダス : 2011-12, 2012-13

### 代表
アルゼンチン U-20
- FIFAワールドユース選手権 : 1995